# Langdorf (Bawaria)
Langdorf – miejscowość i gmina w Niemczech, w kraju związkowym Bawaria, w rejencji Dolna Bawaria, w regionie Donau-Wald, w powiecie Regen. Leży w Lesie Bawarskim, około 5 km na północ od miasta Regen.

## Położenie
Gmina Langdorf leży w centralnej części Lasu Bawarskiego mając na swoim terenie dwa jeziora Kleiner Arbersee oraz Großer Arbersee. Najwyższym wzniesieniem Langdorf jest góra Kronberg o wys. 984 m.

## Dzielnice
W skład gminy wchodzą następujące dzielnice: Außenried, Brandten, Burgstall, Froschau, Froschmühle, Klafferhof, Klaffermühle, Kohlnberg, Langdorf, Nebelberg, Paulisäge, Reisachmühle, Schöneck, Schwarzach i Waldmann.

## Demografia
| Rok  | Liczba mieszk. |
| ---- | -------------- |
| 1970 | 1 719          |
| 1987 | 1 779          |
| 2000 | 2 015          |
| 2007 | 2 018          |

## Oświata
(na 1999)

W gminie znajduje się 50 miejsc przedszkolnych (56 dzieci) oraz szkoła podstawowa (6 nauczycieli, 110 uczniów).